# 7333 Bec-Borsenberger
7333 Bec-Borsenberger là một tiểu hành tinh vành đai chính với chu kỳ quỹ đạo là 1512.2622414 ngày (4.14 năm).
Nó được phát hiện ngày 29 tháng 9 năm 1987.